# ASK MCzS Rosii
Federalny Państwowy Urząd Budżetowy „Kompania Lotniczo-Ratownicza Ministerstwa Federacji Rosyjskiej do spraw Obrony Cywilnej, Sytuacji Nadzwyczajnych i Likwidacji Następstw Klęsk Żywiołowych” (ros. Федеральное государственное бюджетное учреждение „Авиационно-спасательная компания Министерства Российской Федерации по делам гражданской обороны, чрезвычайным ситуациям и ликвидации последствий стихийных бедствий”) – rosyjskie linie lotnicze z siedzibą w Ramienskoje, należące do Ministerstwa Obrony Cywilnej, Sytuacji Nadzwyczajnych i Likwidacji Skutków Klęsk Żywiołowych Federacji Rosyjskiej realizujące lokalne połączenia lotnicze.
W marcu 2021 linie dysponowały: dwa RRJ-95LR-100, jeden Аn-148-100ЕМ i cztery Ił-76TD.